# Yuan Yue

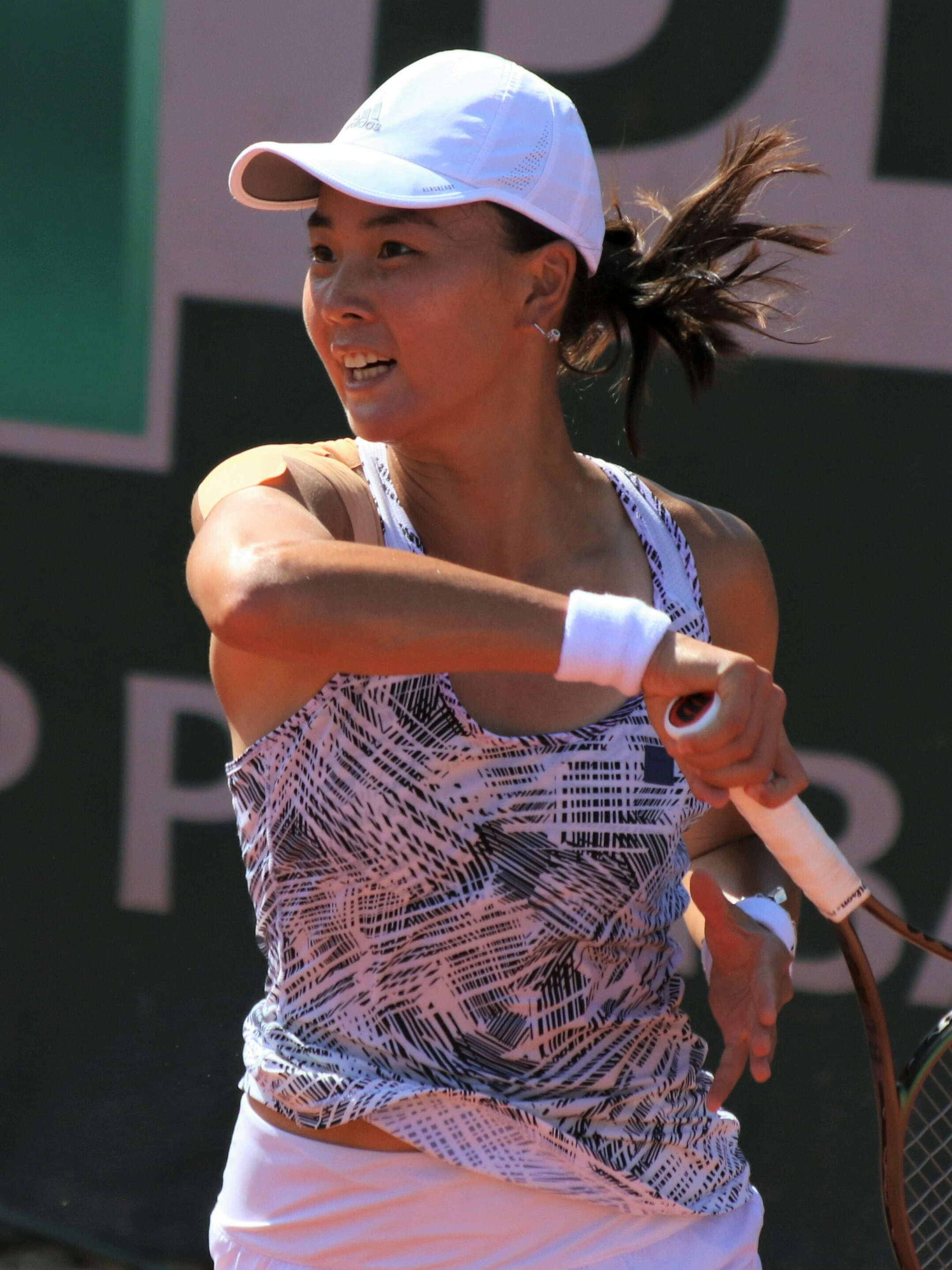
Roland Garros 2022 (kwalificatie)

Dit is een Chinese naam; de familienaam is Yuan.
Yuan Yue (25 september 1998) is een tennisspeelster uit China. Yuan speelt rechtshandig. Zij is actief in het internationale tennis sinds 2015.

## Loopbaan

### Enkelspel
Yuan debuteerde in 2015 op het ITF-toernooi van Jiangmen (China). Zij stond in 2017 voor het eerst in een finale, op het ITF-toernooi van Nonthaburi (Thailand) – zij verloor van de Australische Sara Tomic. In 2019 veroverde Yuan haar eerste titel, op het ITF-toernooi van Wuhan (China), door de Japanse Akiko Omae te verslaan. Tot op heden(juli 2025) won zij zes ITF-titels, de meest recente in 2025 in Oeiras (Portugal).
In 2017 speelde Yuan voor het eerst op een WTA-hoofdtoernooi, op het toernooi van Dalian, op basis van een wildcard. In december 2021 bereikte zij de halve finale op het WTA-toernooi van Angers – daarmee kwam zij binnen op de top 200 van de wereldranglijst.
In februari 2022 maakte Yuan haar entrée op de top 150. Zij had haar grandslamdebuut op Wimbledon waar zij als lucky loser aan het hoofdtoernooi mocht meedoen. Op het US Open wist zij het kwalificatietoernooi met succes te volbrengen, waarna zij in de hoofdtabel tot de derde ronde reikte. Na het winnen van haar vierde ITF-titel in oktober kwam zij binnen op de top 100.
Yuan stond in 2023 voor het eerst in een WTA-finale, op het toernooi van Seoel – zij verloor die van de Amerikaanse Jessica Pegula. In 2024 veroverde Yuan haar eerste WTA-titel, op het toernooi van Austin, door landgenote Wang Xiyu te verslaan – hierdoor maakte zij haar entrée tot de top 50 van de wereldranglijst.
Haar hoogste notering op de WTA-ranglijst is 36e plaats, die zij bereikte in mei 2024.

### Dubbelspel
Yuan is in het dubbelspel minder actief dan in het enkelspel. Zij debuteerde in 2015 op het ITF-toernooi van Jiangmen (China), samen met landgenote Tang Yutong. Zij stond in 2018 voor het eerst in een finale, op het ITF-toernooi van Guiyang (China), samen met landgenote Chen Jiahui – zij verloren van het Chinese duo Kang Jiaqi en Xun Fangying. In 2019 veroverde Yuan haar eerste titel, op het ITF-toernooi van Jinan (China), samen met landgenote Zheng Wushuang, door het Britse duo Samantha Murray en Eden Silva te verslaan. Tot op heden(juli 2025) won zij drie ITF-titels, de meest recente in 2023 in Charlottesville (VS).
In 2018 speelde Yuan voor het eerst op een WTA-hoofdtoernooi, op het toernooi van Nanchang, op basis van een wildcard samen met landgenote Liu Yanni. Zij stond in 2019 voor het eerst in een WTA-finale, op het toernooi van Karlsruhe, samen met landgenote Han Xinyun – zij verloren van het koppel Lara Arruabarrena en Renata Voráčová.
Yuan had haar grandslamdebuut op het Australian Open 2024, samen met landgenote Wang Yafan – zij wonnen er hun openingspartij. De week erna bereikte zij met de Australische Arina Rodionova de halve finale van het WTA-toernooi van Hua Hin, waarmee Yuan toetrad tot de top 150 van de wereldranglijst. In oktober haakte zij nipt aan bij de top 100. Een week later won zij met de Nederlandse Demi Schuurs het WTA 500-toernooi van Ningbo, haar eerste WTA-dubbelspeltitel.
De tweede volgde in 2025 op het WTA-toernooi van Austin, geflankeerd door Anna Blinkova.
Haar hoogste notering op de WTA-ranglijst is de 59e plaats, die zij bereikte in juli 2025.

### Tennis in teamverband
In de periode 2022–2023 maakte Yuan deel uit van het Chinese Fed Cup-team – zij vergaarde daar een winst/verlies-balans van 7–0.

## Posities op deWTA-ranglijst
Positie per einde seizoen:
| jaar | rang enkelspel | rang dubbelspel |
| ---- | -------------- | --------------- |
| 2016 | 931            | –               |
| 2017 | 429            | 774             |
| 2018 | 378            | 516             |
| 2019 | 233            | 345             |
| 2020 | 229            | 356             |
| 2021 | 312            | 375             |
| 2022 | 74             | 535             |
| 2023 | 108            | 231             |
| 2024 | 47             | 73              |

## Palmares
| Legenda                 |
| ----------------------- |
| Grandslamtoernooi       |
| Olympische Spelen       |
| Year-End Championships  |
| Premier Mandatory       |
| Premier Five / WTA 1000 |
| Premier / WTA 500       |
| International / WTA 250 |
| Challenger / WTA 125    |

### WTA-finaleplaatsen enkelspel
| nr.              | finale     | toernooi   | ondergrond | tegenstandster | score    |         |
| ---------------- | ---------- | ---------- | ---------- | -------------- | -------- | ------- |
| gewonnen finales |            |            |            |                |          |         |
| 1.               | 2024-03-03 | WTA Austin | hardcourt  | Wang Xiyu      | 6-4, 7-6 | details |
| verloren finales |            |            |            |                |          |         |
| 1.               | 2023-10-15 | WTA Seoel  | hardcourt  | Jessica Pegula | 2-6, 3-6 | details |

### WTA-finaleplaatsen vrouwendubbelspel
| nr.              | finale     | toernooi      | ondergrond | partner       | tegenstandsters                      | score            |         |
| ---------------- | ---------- | ------------- | ---------- | ------------- | ------------------------------------ | ---------------- | ------- |
| gewonnen finales |            |               |            |               |                                      |                  |         |
| 1.               | 2024-10-20 | WTA Ningbo    | hardcourt  | Demi Schuurs  | Nicole Melichar-Martinez Ellen Perez | 6-3, 6-3         | details |
| 2.               | 2025-03-02 | WTA Austin    | hardcourt  | Anna Blinkova | McCartney Kessler Zhang Shuai        | 3-6, 6-1, [10-4] | details |
| verloren finales |            |               |            |               |                                      |                  |         |
| 1.               | 2019-08-04 | WTA Karlsruhe | gravel     | Han Xinyun    | Lara Arruabarrena Renata Voráčová    | 7-6, 4-6, [4-10] | details |

## Resultaten grandslamtoernooien
| Legenda | Legenda                          |
| ------- | -------------------------------- |
| g.t.    | geen toernooi gehouden           |
| l.c.    | lagere categorie                 |
| –       | niet deelgenomen                 |
| G       | uitgeschakeld in de groepsfase   |
| 1R      | uitgeschakeld in de eerste ronde |
| 2R      | uitgeschakeld in de tweede ronde |
| 3R      | uitgeschakeld in de derde ronde  |
| 4R      | uitgeschakeld in de vierde ronde |
| KF      | uitgeschakeld in de kwartfinale  |
| HF      | uitgeschakeld in de halve finale |
| F       | de finale verloren               |
| W       | het toernooi gewonnen            |
| w-v     | winst/verlies-balans             |

### Enkelspel
| toernooi        | 2022 | 2023 | 2024 | 2025 |
| --------------- | ---- | ---- | ---- | ---- |
| Australian Open | –    | 1R   | 1R   | 1R   |
| Roland Garros   | –    | –    | 1R   | 1R   |
| Wimbledon       | 1R   | 1R   | 1R   | 1R   |
| US Open         | 3R   | –    | 1R   |      |

### Vrouwendubbelspel
| toernooi        | 2024 | 2025 |
| --------------- | ---- | ---- |
| Australian Open | 2R   | 2R   |
| Roland Garros   | 2R   | 2R   |
| Wimbledon       | 1R   | 1R   |
| US Open         | 1R   |      |